# Inuitska grupa
Inuitska grupa je grupa Saturnovih prirodnih satelita sa sličnim parametrima orbite (vidi tablicu desno). Ova grupa spada među Saturnove vanjske nepravilne satelite.
Grupa ima 5 članova. Redom od Saturna prema vani, to su:
- Kiviuq
- Ijiraq
- Paaliaq
- S/2004 S 11
- Siarnaq

Međunarodna astronomska unija zadržava pravo da sve satelite iz ove grupe imenuje prema likovima iz inuitske mitologije. 

## Vanjske poveznice
- S. Sheppard's classification of Saturn's irregular moons